# Port lotniczy Kisumu
Port lotniczy Kisumu (IATA: KIS, ICAO: HKKI) – port lotniczy położony w Kisumu. Jest trzecim co do wielkości portem lotniczym w Kenii.

## Linie lotnicze i połączenia
| Linia Lotnicza          | Kierunek                  |
| ----------------------- | ------------------------- |
| Aerolink Uganda         | 1. Entebbe 2. Mara Serena |
| Fly540                  | 1. Eldoret 2. Nairobi     |
| Freedom Airline Express | 1. Nairobi                |
| Jambojet                | 1. Nairobi                |
| Kenya Airways           | 1. Nairobi                |
| Renegade Air            | 1. Nairobi-Wilson         |